# John Miles (musicus)
John Miles (Jarrow, 23 april 1949 – Newcastle, 5 december 2021) was een Engelse muzikant en componist. Hij is bij het grote publiek bekend door zijn grote wereldhit Music (was my first love).

## Biografie
Op jonge leeftijd leerde John Errington, zijn geboortenaam, piano en gitaar spelen. Op zijn achttiende speelde hij bij de semiprofessionele band The Influence, met gitarist Vic Malcolm en drummer Paul Thompson (vanaf 1971 drummer bij Roxy Music). Na het uiteenvallen van deze band heeft John onder zijn eigen naam een band gevormd die voornamelijk soulcovers bracht. Ook dit bleek geen succes en John begon met componeren. Hij had in Groot-Brittannië hits met Highfly en Remember Yesterday.
In 1976 heeft Alan Parsons de eerste elpee van John Miles geproduceerd: Rebel. De rockballade Music (was my first love) is een wereldhit geworden en heeft geleid tot een Amerikaanse tournee met Elton John. Dit is de enige hit van Miles in Nederland. De elpees en singles die John Miles daarna heeft gemaakt, waren veel minder succesvol. De nummers When You Lose Somebody So Young en Pull the Damn Thing Down hadden niet het succes van Music. 
Nadat zijn eigen carrière was vastgelopen heeft John Miles vervolgens als studiomuzikant voor andere artiesten gewerkt. Hij is vooral bekend als vaste gitarist van Tina Turner; met wie hij heeft getoerd vanaf 1987. Bij The Alan Parsons Project heeft hij een aantal nummers gehad, waaronder La Sagrada Familia in 1987. In 1992 heeft hij Joe Cocker begeleid. John Miles werd ook door artiesten als Jethro Tull, Fleetwood Mac, Tom Petty, Stevie Wonder en Jimmy Page van Led Zeppelin mee op tournee gevraagd.
Tevens heeft hij zelf meerdere songs geschreven, waaronder Now that the magic has gone.
In 1985 was John Miles bij de eerste editie van Night of the Proms in Antwerpen. Sindsdien was hij als zanger en als leider van de Electric Band een vast onderdeel bij Night of the Proms met uitzondering van 2008, toen hij op tournee was met Tina Turner. Midge Ure heeft hem toen vervangen.
Zijn laatste opvallende opname was Tribute to the Rat Pack (2003). Hoewel hij een uitgebreide muzikale carrière had is hij met Music altijd een eendagsvlieg gebleven.
John Miles overleed op 5 december 2021, na een kort ziekbed door kanker, in zijn woonplaats Newcastle.

## Discografie

### Albums
| Album met eventuele hitnotering(en) in de Nederlandse Album Top 100 | Datum van verschijnen | Datum van binnenkomst | Hoogste positie | Aantal weken | Opmerkingen |
| ------------------------------------------------------------------- | --------------------- | --------------------- | --------------- | ------------ | ----------- |
| Rebel                                                               | 1976                  | 15-05-1976            | 8               | 3            |             |
| Music                                                               | 1979                  | 03-04-1982            | 45              | 2            |             |

### Singles
| Single met eventuele hitnotering(en) in de Nederlandse Top 40 | Datum van verschijnen | Datum van binnenkomst | Hoogste positie | Aantal weken | Opmerkingen                                  |
| ------------------------------------------------------------- | --------------------- | --------------------- | --------------- | ------------ | -------------------------------------------- |
| Music                                                         | 1976                  | 24-04-1976            | 2               | 10           | Nr. 1 in de Nationale Hitparade              |
| Music                                                         | 1982                  | 13-03-1982            | 5               | 6            | heruitgave / Nr. 4 in de Nationale Hitparade |

| Single met hitnotering(en) in de Vlaamse Ultratop 50 | Datum van verschijnen | Datum van binnenkomst | Hoogste positie | Aantal weken | Opmerkingen |
| ---------------------------------------------------- | --------------------- | --------------------- | --------------- | ------------ | ----------- |
| Music                                                | 1976                  | 15-05-1976            | 1(3wk)          | 16           |             |
| Music                                                | 1982                  | 03-04-1982            | 7               | 5            | heruitgave  |
| Music                                                | 2009                  | 07-11-2009            | 11              | 10           | met Sylver  |

### Overige albums
- Stranger in the City (1977)
- Zaragon (1978)
- Sympathy (1980)
- Miles High (1981)
- John Miles' Music (1982)
- Play On (1983)
- Transition (1985)
- John Miles Live In Concert (1992)
- Anthology (1993)
- Upfront (1993)
- Master Series (1998)
- Tom and Catherine (1999)
- Millennium Edition (1999)

### NPO Radio 2 Top 2000
| Nummer met noteringen in de NPO Radio 2 Top 2000 | '99 | '00 | '01 | '02 | '03 | '04 | '05 | '06 | '07 | '08 | '09 | '10 | '11 | '12 | '13 | '14 | '15 | '16 | '17 | '18 | '19 | '20 | '21 | '22 | '23 | '24 |
| ------------------------------------------------ | --- | --- | --- | --- | --- | --- | --- | --- | --- | --- | --- | --- | --- | --- | --- | --- | --- | --- | --- | --- | --- | --- | --- | --- | --- | --- |
| Music                                            | 19  | 39  | 32  | 37  | 36  | 67  | 75  | 65  | 76  | 56  | 111 | 122 | 123 | 113 | 129 | 116 | 135 | 170 | 187 | 209 | 205 | 236 | 236 | 206 | 191 | 213 |

1. ↑  Een vetgedrukt getal geeft de hoogste notering aan.

- Bibsys: 1602157054920
- Bibliothèque nationale de France: cb138975106 (data)
- Gemeinsame Normdatei: 13446298X
- International Standard Name Identifier: 0000 0000 8161 0687
- Library of Congress Control Number: n92101928
- MusicBrainz: 4256d457-1372-4b3b-b443-fd5cf9bb733f
- Nationale Bibliotheek van Tsjechië: xx0026471
- Nationale en Universitaire bibliotheek Zagreb: 000048033
- Nederlandse Thesaurus van Auteursnamen: 099866234
- Réseau des bibliothèques de Suisse occidentale: 02-A012457139
- Istituto Centrale per il Catalogo Unico: DDSV375364
- SNAC: w6gx4zgv
- Système universitaire de documentation: 164483780
- Virtual International Authority File: 85464984
- WorldCat: E39PBJvRW4jbqD8YGrYrjBbrv3